# Перетягування канату на літніх Олімпійських іграх 1908
Змагання з перетягування канату на IV літніх Олімпійських іграх в Лондоні (Велика Британія) проходили 17 та 18 серпня 1908 року на стадіоні «White City Stadium». В них узяли участь 5 клубних команд по 8 спортсменів у кожній із трьох країн. Увесь п'єдестал пошани посіли британські команди.

## Країни-учасники
Всього в змаганнях узяли участь 40 спортсменів із трьох країн:

В дужках вказано кількість спортсменів
- Велика Британія (24)
- Швеція (8)
- США (8)

## Команди-переможниці
| Золото | Срібло | Бронза |
| Велика Британія · London City Police-1 Нед Баррет · Фредерік Ґудфеллов · Вільям Гайронс · Фредерік Гамфрейс · Альберт Айретон · Фредерік Мерріман · Едвін Міллс · Джеймс Шеферд | Велика Британія · Liverpool Police Team-2 Томас Батлер · Джим Кларк · Вільям Ґреґґен · Александер Кідд · Деніел Ловей · Патрік Філбін · Джордж Сміт · Томас Свіндлегарст | Велика Британія · K Division Metropolitan Police Team-3 Волтер Чеффе · Жозеф Довлер · Ернест Еббедж · Томас Гомевуд · Александер Монро · Вільям Слейд · Волтер Таммас · Джеймс Вуджет |

## Медальний залік
| Місце | Країна          | Золото | Срібло | Бронза | Загалом |
| ----- | --------------- | ------ | ------ | ------ | ------- |
| 1     | Велика Британія | 1      | 1      | 1      | 3       |